# تيزكاغين (آيت شعيب)
تيزكاغين هو دُوَّار يقع بجماعة مستي، إقليم سيدي إفني، جهة كلميم واد نون في المملكة المغربية. ينتمي الدوّار لمشيخة آيت شعيب التي تضم 31 دوار. يقدر عدد سكانه بـ 131 نسمة حسب الإحصاء الرسمي للسكان والسكنى لسنة 2004.

## روابط خارجية
- البوابة الوطنية للجماعات الترابية نسخة محفوظة 12 مارس 2018 على موقع واي باك مشين.
- المندوبية السامية للتخطيط